# Ourapteryx pallistrigaria
Ourapteryx pallistrigaria là một loài bướm đêm trong họ Geometridae.